# Грайлих, Хольгер
Хольгер Грайлих (нем. Holger Greilich; род. 12 июля 1971, Майнц) — немецкий футболист, защитник.

## Биография
Родился в Майнце. На профессиональном уровне стал играть в сезоне 1991/92 — за местный клуб «Майнц 05» во Второй Бундеслиге. После четырёх сезонов там, перешёл в клуб Бундеслиги «Мюнхен 1860». За «львов» играл на протяжении семи сезонов. Являлся одним из лучших игроков команды, при этом был подвержен травмам (в частности, в 1999 году повредил колено) и в сезонах 2000/01 и 2001/02 выходил на поле нечасто. Сезон 2002/03 провёл в кипрской «Омонии», после чего вернулся в Германию, перейдя в клуб региональной лиги «Саарбрюккен». Там он вскоре вновь травмировал колено, и, проведя за «Саарбрюккен» в сезоне 2003/04 всего 3 матча, завершил карьеру игрока.
Всего в Бундеслиге сыграл 114 матчей, забил 2 мяча, во Второй Бундеслиге — 92 матча, в Кубке Германии — 10 матчей. Участник Кубка Интертото 1996 (4 матча) и 2001 (3 матча).
В 2000 году провёл 1 игру за вторую сборную Германии.
Некоторое время занимал одну из административных должностей в «Мюнхене 1860».